# Turbanella pacifica
Turbanella pacifica är en djurart som tillhör fylumet bukhårsdjur, och som beskrevs av Schmidt 1974. Turbanella pacifica ingår i släktet Turbanella och familjen Turbanellidae. Inga underarter finns listade i Catalogue of Life.